# Lindsey Shaw
Pour les articles homonymes, voir Shaw.
Lindsey Marie Shaw est une actrice et chanteuse américaine née le 10 mai 1989 à Lincoln dans le Nebraska. Elle a notamment joué dans Ned ou Comment survivre aux études et dans La Reine du bal (Teen Spirit, 2011) avec Cassie Scerbo. Elle est reconnue depuis 2010 pour son rôle de Paige McCullers dans la série Pretty Little Liars aux côtés de Shay Mitchell qui joue le rôle de Emily Fields.

## Filmographie
Télévision
- 2004-2007 : Ned ou Comment survivre aux études : Jennifer Mosely
- 2007-2008 : Aliens in America : Claire Tolchuk
- 2008 : Eleventh Hour : Viviane (Épisode : Les Dieux du stade)
- 2009 : 10 Things I Hate About You (série télévisée) (Kate Stratford)
- 2010-2017 : Pretty Little Liars : Paige McCullers (Secondaire Saison 1&2 , Principal saison 3 à 5 puis Secondaire saison 7)
- 2010 : Nic & Tristan Go Mega Dega : Aubrey
- 2011 : The Howling Reborn
- 2011 : Full Moon Renaissance - The Howling: Eliana Wynter
- 2011 : La Reine du bal (Teen Spirit) : Lisa Sommers
- 2012 : 16-Love : Ally Mash
- 2012 : Body of Proof : Sophia Polley (saison 2, épisode 20)
- 2012 : No One Lives : Amber
- 2012 : Love Me : Sylvia Potter
- 2014 : Suburgatory : June
- 2015 : Faking It : Sasha Harvey
- 2016 : Un été secret (Secret Summer) : Rachel
- 2021 : Lucifer : Kate Jacobs

## Jeu vidéo
- 2010 : Enslaved : Odyssey to the West : Trip (capture de mouvement et voix du personnage)

## Association
Lindsey a participé à la campagne NOH8 aux États-Unis menant à l'acceptation égalitaire des mariages de même sexe, avec Shay Mitchell, interprétant toutes deux des personnages homosexuels dans Pretty Little Liars. Elles ont contribué à la publicité du message.